# Frøya
Gmina Frøya (norw. Frøya kommune) – norweska gmina leżąca w okręgu Trøndelag. Jej siedzibą jest miasto Sistranda.
Frøya jest 314. norweską gminą pod względem powierzchni.

## Demografia
Według danych z roku 2020 gminę zamieszkuje 5204 osób. Gęstość zaludnienia wynosi 22,6 os./km². Pod względem zaludnienia Frøya zajmuje 226. miejsce wśród norweskich gmin.
| ludność stan na 4. kwartał 2020 |         |           |       |
|                                 | kobiety | mężczyźni | razem |
| osób                            | 2471    | 2733      | 5204  |
| %                               | 47,48%  | 52,52%    | 100%  |

| wykształcenie stan na 4. kwartał 2020, osoby powyżej 16 roku życia |        |         |        |        |
|                                                                    | podst. | średnie | wyższe | niezn. |
| osób                                                               | 1484   | 1631    | 973    | 19     |
| %                                                                  | 36,13% | 39,71%  | 23,69% | 0,46%  |

## Edukacja
Według danych z 2020:
- liczba szkół podstawowych (norw. grunnskolar): 7
- liczba uczniów szkół podst.: 538[3]

## Władze gminy
Według danych na rok 2020 administratorem gminy (norw. rådmann) jest Beathe Sandvik Meland, natomiast burmistrzem (norw. ordfører, d. norw. borgermester) jest Kristin Furunes Strømskag.